# Cen Qixiang
Dans ce nom, le nom de famille, Cen, précède le nom personnel.
Cen Qixiang (chinois simplifié : 岑麒祥 ; chinois traditionnel : 岑麒祥 ; pinyin : Cén Qíxiáng) (1903-1989) est un linguiste chinois. Diplômé en France (étudiant à l'Institut franco-chinois de Lyon de 1928 à 1933), il a notamment enseigné à la faculté des lettres de l'Université nationale Sun Yat-sen. Il a aussi été le traducteur chinois de divers ouvrages, dont certains d'Antoine Meillet (notamment La méthode comparative en linguistique historique / 歷史語言學中的比較方法) ou encore Guy de Maupassant.